# IHK Akademie Westerham
Westerham – die Akademie ist ein überregional bekanntes Bildungs- und Tagungszentrum der IHK Akademie München und Oberbayern. Es befindet sich im Ortsteil Westerham der oberbayerischen Gemeinde Feldkirchen-Westerham und dient der Durchführung beruflicher Weiterbildungen, Seminare, Workshops sowie Tagungsveranstaltungen für Unternehmen und Fachkräfte aus ganz Deutschland.

## Geschichte

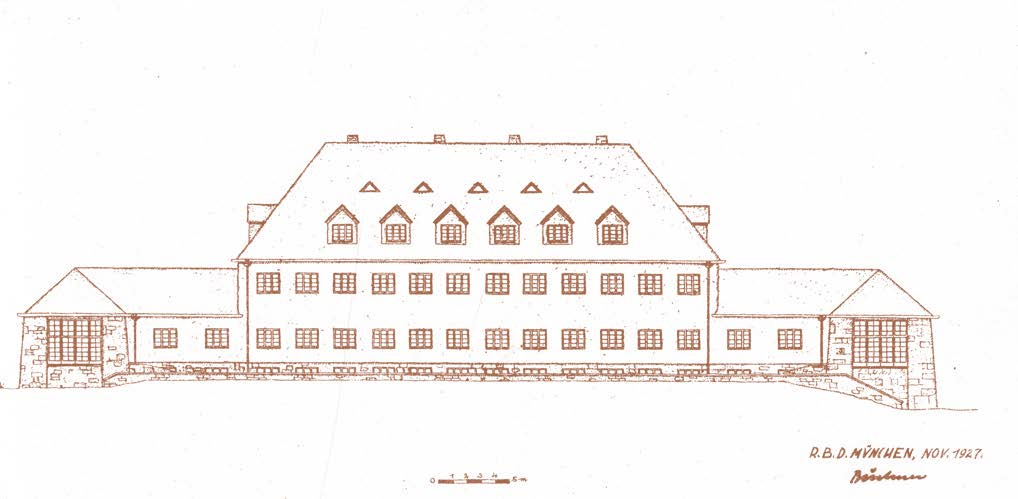
Kinderheim Westerham - Skizze von Architekt Buchner 1927

Das Hauptgebäude der heutigen Akademie wurde in den Jahren 1926 und 1927 ursprünglich als Kinderkurheim errichtet. Die Initiative ging von der Deutschen Reichsbahn Arbeiter-Pensionskasse aus, die in jener Zeit gezielt Erholungseinrichtungen für Kinder von Bahn- und Postbediensteten schuf. Ziel war es, Kindern aus gesundheitlich belasteten Lebensverhältnissen eine temporäre Erholung im ländlichen Raum zu ermöglichen.
Die Planung des Gebäudes übernahm der Münchner Architekt Georg W. Buchner (1890–1971), der als Reichsbahnrat tätig war. Seine architektonische Gestaltung orientierte sich an regionalen, ländlichen Bautraditionen und legte besonderen Wert auf kindgerechte Strukturen, großzügige Außenflächen sowie die Integration in die umgebende Natur des bayerischen Voralpenlandes. Hygienische Standards, ein Höhensonnenzimmer, ein eigenes Planschbecken und liebevoll gestaltete Details wie geschnitzte Holzgeländer oder figürliche Fassadenelemente waren Teil des Konzepts.
Ab der Eröffnung im Juli 1927 wurde das Haus über mehr als vier Jahrzehnte hinweg von den Mallersdorfer Schwestern betreut, einem franziskanischen Frauenorden, der sich insbesondere der Gesundheits- und Sozialfürsorge widmet. Die Kinder wurden medizinisch betreut, ihre Gesundheit engmaschig überwacht und in Kurprotokollen dokumentiert. Die Aufenthalte waren in der Regel sechswöchig und dienten nicht nur der physischen Erholung, sondern auch der seelischen Stabilisierung. In dieser Zeit verbrachten über 34.000 Kinder im Alter von fünf bis 14 Jahren ihren Kuraufenthalt in Westerham. Gerade in den Kriegs- und Nachkriegsjahren hatte das Haus große Bedeutung, da es unterernährten und traumatisierten Kindern ein gesundheitlich stabilisierendes Umfeld bot.
Mit dem gesellschaftlichen Wandel in den 1960er-Jahren und der Verbesserung der allgemeinen Gesundheitsversorgung ging der Bedarf an Kinderkurheimen zurück. 1971 wurde der Betrieb des Heimes eingestellt. Drei Jahre später, im Jahr 1974, erwarb die Industrie- und Handelskammer für München und Oberbayern das Gebäudeensemble und adaptierte es zu einer modernen Bildungsstätte. Von 1975 bis 1977 erfolgte unter Leitung des Architekturbüros Rach & Gollwitzer die Umnutzung. Die ursprüngliche Nutzungsgeschichte bleibt jedoch an vielen Stellen sichtbar, da zahlreiche bauliche Elemente aus den 1920er-Jahren erhalten geblieben sind.

## Nutzung und Ausstattung
Heute wird das Akademiezentrum ausschließlich für berufliche Zwecke genutzt. Es richtet sich an Fach- und Führungskräfte sowie Unternehmen, die hier an Weiterbildungsangeboten teilnehmen oder Tagungen durchführen. Jährlich finden rund 800 Veranstaltungen statt, an denen insgesamt etwa 10.000 Personen teilnehmen. Ein besonderes Augenmerk liegt auf Zukunftsthemen wie Nachhaltigkeit, Digitalisierung und Managementkompetenz. Zu den Weiterbildungsangeboten zählen viele hochwertige Management Trainings. Das Bildungszentrum verfügt über insgesamt 24 technisch modern ausgestattete Seminarräume sowie einen großen Veranstaltungssaal mit einer Fläche von 250 m². Die technische Infrastruktur umfasst u. a. 4K-Touchscreens, WLAN, Konferenzkameras und mobile Arbeitsplätze. Die maximale Teilnehmerkapazität liegt bei bis zu 346 Personen.
Die Unterbringung erfolgt in einem direkt angeschlossenen Hotelbereich mit 97 Gästezimmern, darunter 91 Einzel- und sechs Doppelzimmer. Die Zimmer sind auf die Bedürfnisse von Seminarteilnehmern ausgerichtet, wobei barrierefreie und Allergiker freundliche Optionen ebenso zur Verfügung stehen wie modernisierte Zimmer mit Fokus auf Nachhaltigkeit. Die Lage unmittelbar am Waldrand mit Blick auf die Voralpenlandschaft wird gezielt als Rückzugs- und Entspannungsfaktor genutzt.
Ergänzend zur akademischen Nutzung stehen den Gästen zahlreiche Freizeiteinrichtungen zur Verfügung, darunter ein Hallenbad, eine Sauna, ein Fitnessbereich sowie ein Outdoor-Niederseilgarten für Teamentwicklung und informelle Gruppenaktivitäten.

## Architektur und bauliche Details
Das Gebäude weist bis heute zahlreiche architektonische Elemente aus seiner Ursprungszeit auf. Dazu gehören geschnitzte Holzverzierungen, ein Glockenspiel über dem Eingang, ein historisches Kapellengebälk sowie figürliche Fassadenelemente wie Eichhörnchen- und Wildtierdarstellungen. Auch das originale Hofpflaster, Fensterverglasungen, Treppengeländer und Fresken sind erhalten geblieben. Die Architektur Buchners verband gestalterischen Anspruch mit sozialer Funktionalität und kindgerechter Symbolik.

## Nachhaltigkeit und Auszeichnungen
Die Akademie verfolgt seit mehreren Jahren eine konsequente Nachhaltigkeitsstrategie. Diese umfasst ökologische Aspekte wie Energieeffizienz, Ressourcenschonung und Müllvermeidung, aber auch soziale Kriterien wie Mitarbeiterförderung und barrierearme Gestaltung. Für dieses Engagement wurde das Haus mit dem GreenSign-Zertifikat Level 4 ausgezeichnet, einem branchenübergreifenden Nachhaltigkeitssiegel für die Hotellerie.
Im Jahr 2024 wurde die Einrichtung im renommierten Ranking "Top 250 Tagungshotels" als "Bestes Seminarhotel Deutschlands" in der Kategorie "Seminar" prämiert. Zudem belegte sie in der Kategorie "Konferenz" den zweiten Platz.

## Lage und Erreichbarkeit
Die Akademie liegt rund 45 km südlich von München im Mangfalltal am Rand der Gemeinde Feldkirchen-Westerham. Sie ist mit der Bahn über die Mangfalltalbahn (Bahnhof Westerham) sowie per Auto über die Autobahn A8 gut erreichbar. Die ruhige Umgebung inmitten der Voralpenlandschaft wird bewusst als Teil des pädagogischen Konzepts genutzt.